# Ngwane II de Suazilandia
Ngwane II fue un rey del pueblo suazi del siglo XVI. Nacido en 1500 y muerto en 1550.
A finales del siglo XVI, Ngwane cruzó las montañas Lubombo desde el este colonizando el sudeste de Suazilandia; sus sucesores establacieron un reino fuerte y centralizado gobernando sobre los pueblos Nguni y Basotho.
| Predecesor: Mswati I | Rey de Suazilandia 1520-1550 | Sucesor: Dlamini II |

- Datos: Q5559043